# Batalha de Calatanhaçor
A Batalha de Calatanhaçor (em castelhano: Calatañazor) foi uma legendária batalha da "Reconquista" que supostamente ocorreu em julho 1002 em Calatañazor entre um exército de invasores sarracenos sob Almançor e uma força de aliados cristãos liderados por Afonso V de Leão, Sancho III de Navarra, e Sancho Garcia de Castela.
Almançor, que historicamente morreu na noite de 10-11 de agosto, provavelmenre faleceu de feridas recebidas na batalha. Sua historicidade foi demonstrada pela primeira vez por Reinhart Dozy, em 1881. O francês arabista Évariste Lévi-Provençal atribuiu a destruição de San Millán de la Cogolla pelos sarracenos à campanha de Calatañazor.